# Городок (Жлобинский район)
Городо́к (бел. Гарадок) — деревня в Стрешинском сельсовете Жлобинского района Гомельской области Беларуси.

## Административное устройство
С 14 декабря 2022 года входит в состав Стрешинского сельсовета. Ранее входила в состав Верхнеолбянского сельсовета.

## География

### Расположение
В 39 км на юго-восток от районного центра и железнодорожной станции Жлобин (на линии Бобруйск — Гомель), 64 км от Гомеля.

## Гидрография
На севере и востоке мелиоративные каналы.

## Транспортная сеть
Транспортные связи по просёлочной, а затем автомобильной дороге Бобруйск — Гомель. Планировка состоит из короткой прямолинейной улицы, ориентированной с юго-востока на северо-запад и застроенной неплотно деревянными домами усадебного типа.

## История
Обнаруженные археологами городища раннего железного века (в 0,2 км на северо-восток от деревни, в урочище Тарелка) и поселения эпохи бронзового века, мезолита, неолита и раннего железного века (в 0,5-3 км на юг, юго-восток и северо-запад от деревни) свидетельствуют о заселении этих мест с давних времён. Современная деревня известна с начала XX века как хутор Городок, Стрешинский православный приход, церковь Покрова Пресвятой Богородицы (1910), волость Стрешинская в Рогачёвском уезде Могилёвской губернии.
Наиболее активное заселение приходится на 1920-е годы. В 1930 году организован колхоз. 30 жителей погибли на фронтах Великой Отечественной войны. В 1962 году к деревне присоединён посёлок Равище. В составе колхоза «Правда» (центр — деревня Верхняя Олба).

## Население

### Численность
- 2004 год — 7 хозяйств, 11 жителей.

### Динамика
- 1936 год —  47 домов.
- 1959 год — 258 жителей (согласно переписи).
- 2000 год — 15 домов, 15 жителей.
- 2004 год — 7 хозяйств, 11 жителей.